# Slaget vid Tillendorf
Slaget vid Tillendorf var ett fältslag som ägde rum den 30 oktober 1704 nära byn Tillendorf, nära Schlesien, under det stora nordiska kriget.
En rysk avdelning på 600 man under överste Heinrich Wilhelm von Goertz befäl tog ställning vid byn Tillendorf. Dessa var eftersläntrare från generalmajor Johann Patkuls hjälpkår, som retirerade från den misslyckade belägringen av Posen. I Tillendorf byggde de en försvarsvall av trossvagnar, och bestyckade den med 11 artilleripjäser.
General Otto Vellingk ledde ett svenskt detachement som hade som mål att jaga efter de ryska retirerande trupperna från Posen. När Vellingks trupper upptäckte den ryska ställningen vid Tillendorf, öppnade ryssarna eld med sina kanoner. Vellingk gjorde då ett våldsamt anfall, där flera ryssar höggs ihjäl och de överlevande tog sin tillflykt till husen. Där blev ryssarna ihjälbrända när svenskarna satte dem i brand. Endast 2 ryska officerare och 17 ryska soldater överlevde striden och togs tillfånga.
Den ryske befälhavaren Goertz gick över till den svenska sidan för att undvika att ställas inför sachsisk krigsrätt. Han kom att tjänstgöra hos general Carl Gustaf Rehnskiöld inför slaget vid Fraustadt.